# بيت الدواع (كشر)

تعديل مصدري - تعديل

بيت الدواع هي إحدى قرى عزلة انهم الشرق بمديرية كشر التابعة لمحافظة حجة، بلغ تعداد سكانها 81 نسمة حسب تعداد اليمن لعام 2004.